# Enkolpion

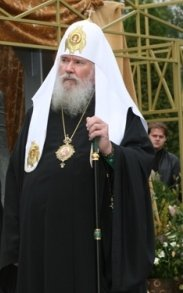
Il patriarca ortodosso Alessio II di Mosca con indosso un enkolpion (Panagia)

L'enkòlpion, trascritto anche engolpion o encolpion, (greco: ἐγκόλπιον, enkólpion, "sul petto" , plurale: ἐγκόλπια, enkólpia) è un oggetto rituale indossato sul petto dai vescovi ortodossi e cattolici di rito bizantino.
Il termine enkolpion, un tempo utilizzato per indicare anche la croce pettorale è oggi utilizzato per un medaglione con una icona posta al centro, portato al collo dai vescovi ortodossi e delle Chiese cattoliche orientali. L'icona è solitamente circondata da pietre preziose e sormontata da una mitra orientale. Spesso hanno un piccolo ciondolo con una pietra preziosa, appeso alla parte inferiore. L'enkolpion è portato al collo con una catena d'oro. La forma di un enkolpion può variare da ovale a romboidale, quadrato o a forma di aquila bicipite.

## Storia
L'usanza di portare indosso oggetti di questo tipo è probabilmente derivata dalla pratica pagana di indossare le bullae, ossia pendenti contenenti un amuleto, intorno al collo come protezione contro gli incantesimi; la Chiesa ha cercato di eliminare queste superstizioni sostituendo oggetti venerati dai cristiani al posto di quelli a cui erano abituati prima della conversione. Secondo Girolamo ({Sancti Eusebii Hieronymi, Commentariorum In Evangelium Matthaei Libri Quattuor, cap. XXIII, Patrologia Latina, vol. XXVI, coll. 168-169.}) alcuni fedeli del suo tempo intaccarono con la superstizione questi oggetti di pietà; egli biasima alcune categorie di donne che sembrano identificare la santità con una esagerata venerazione per le reliquie sacre: "Hoc quod apud nos superstitiosae mulierculae in parvulis evangeliis et in ligno crucis et istiusmodi rebus, quae quidem habent zelum Dei, sed scientiam non secundum, factitant "(quello che le donne superstiziose tra noi, che hanno un certo zelo per Dio, ma non di giusta pratica, fare in materia di piccole copie dei Vangeli, il legno della croce, e cose del genere).

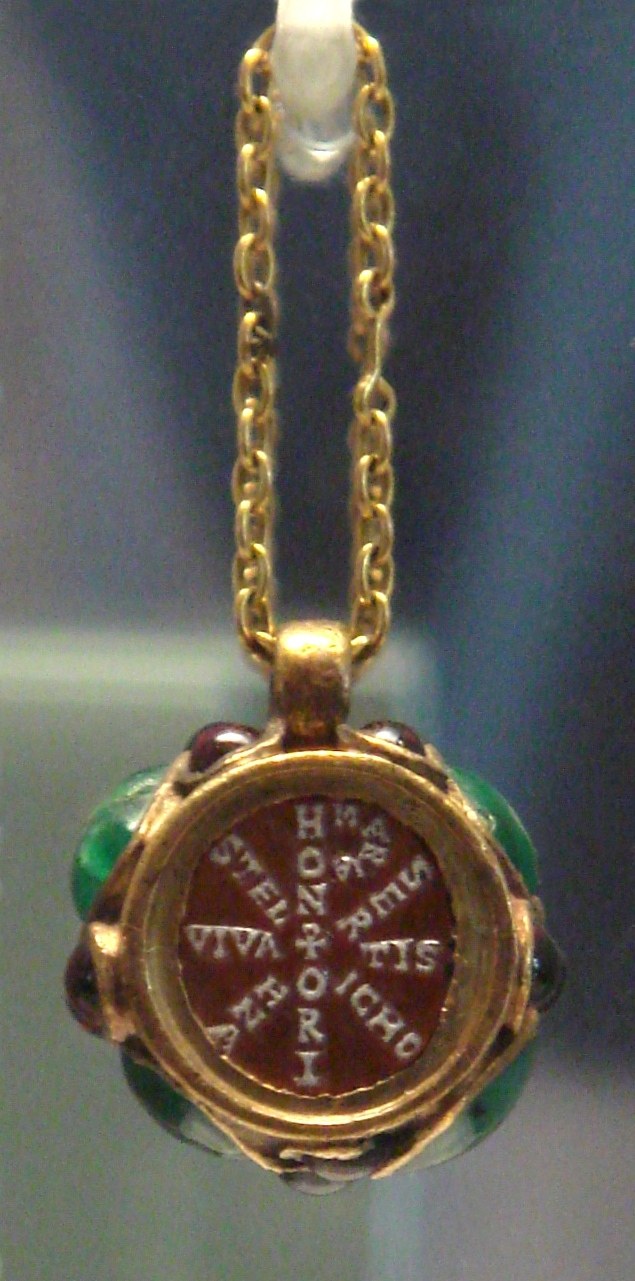
Gioello di Maria, moglie dell'imperatore Onorio.

Gli enkolpia erano di varie forme, ovali, rotonde, quadrangolari e di vari materiali che vanno dall'oro al vetro. Nel 1571 due enkolpia d'oro, di forma quadrata, sono stati trovati in tombe dell'antico cimitero Vaticano, inciso su un lato portavano il monogramma di Cristo tra l'Alfa e l'Omega, e dall'altro una colomba. Un altro fu trovato nella tomba di Maria, moglie dell'imperatore Onorio, con i nomi della coppia imperiale, con la leggenda Vivatis e il monogramma.
Il famoso tesoro di Monza contiene la teca persica , che racchiude un testo del Vangelo secondo Giovanni, inviato dal papa Gregorio I (590-604) alla regina Teodolinda per il figlio Adaloaldo. Un altro dei doni di questo papa alla regina longobarda era un enkolpion a forma di croce contenente una porzione della Vera Croce.
Probabilmente il reliquiario più interessante è una croce pettorale d'oro scoperto a Roma nel 1863, nella basilica di S. Lorenzo (fuori le mura), sul petto di un cadavere. Da un lato reca la scritta: EMMANOTHA nobiscum DEUS (Emmanuele, Dio con noi), e dall'altra: CRUX EST VITA MIHI, MORS INIMICE TIBE (Per me la croce è la vita, a te, o nemico, è la morte).
Nella categoria degli enkolpia fanno parte anche le ampolle o fiale o vasi di piombo, argilla o altri materiali in cui sono stati conservate reliquie come l'olio delle lampade che ardevano davanti al Santo Sepolcro, o limatura delle catene di San Pietro, uno dei quali è stato inviato da San Gregorio Magno al re dei Franchi Childeberto III.

## Utilizzo attuale

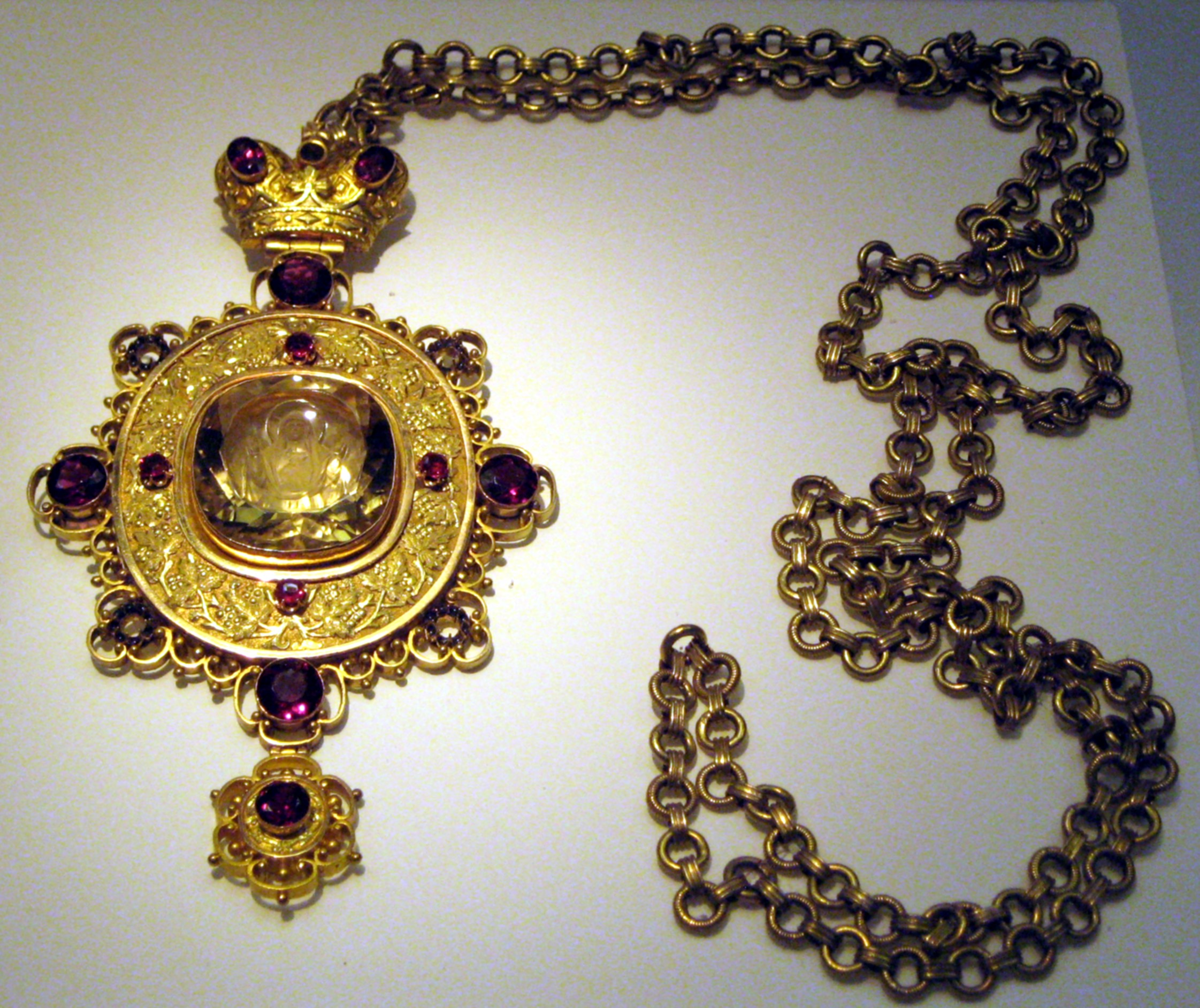
Enkolpion (Panagia) raffigurante l'icona mariana della Theotókos.

Tutti i vescovi indossano un particolare tipo di enkolpion chiamato Panagia (greco: Παναγία), che rappresenta la Theotókos (titolo della Madonna). Tutti i primati e alcuni vescovi con rango primaziale possiedono la dignità di indossare un secondo enkolpion, che raffigura in genere Gesù Cristo. Di tanto in tanto ad un archimandrita può essere assegnato un enkolpion che non reca un'icona di Cristo o della Theotokos, ma della Croce. L'enkolpion può essere indossato in ogni momento come parte della veste vescovile o dell'abito corale. Quando il vescovo indossa i paramenti per il culto, indossa anche una croce pettorale. Quando un vescovo viene vestito prima della Divina Liturgia, se ha la dignità di indossare un enkolpion oltre alla Panagia, il Protodiacono canta una specifica preghiera posizionandoglielo al collo.
Alcuni enkolpion sono cavi, in modo che possano essere utilizzati come reliquiari. L'enkolpion probabilmente ha avuto origine dai medaglioni porta-eucaristia, indossati un tempo dai monaci, in maniera di essere in grado di potersi comunicare durante un viaggio. Dal momento che i vescovi sono monaci e spesso viaggiavano, avrebbero naturalmente portato tali medaglioni e dato che erano vescovi sarebbero stati realizzati e decorati con materiali molto più preziosi di quelli dei monaci ordinari.